# 白心球花报春
白心球花报春（学名：Primula atrodentata）为报春花科报春花属下的一个种。主产西藏东南部的高山草甸和矮林、灌丛中。

## 扩展阅读
- 維基物種上的相關：白心球花报春